# Маса-Карара
Округ Маса-Карара (итал. Provincia di Massa-Carrara) је округ у оквиру покрајине Тоскана у средишњој Италији. Седиште округа и највеће градско насеље је истоимени град Маса.
Површина округа је 1.156 км², а број становника 203.734 (2008. године).

## Природне одлике
Округ Маса-Карара се налази у средишњем делу државе и на северозападу Тоскане. Округ је махом планински у подручју северних Апенина. Планине су богате квалитетним каменом. Ту се вади и познати Карара мермер. Мањи, јужни део округа налази се уз Тиренско море, и то је нижи и плоднији, самим тим и насељенији део округа.

## Становништво
По последњим проценама из 2008. године у округу Маса-Карара живи преко 200.000 становника. Густина насељености је велика, око 170 ст/км², што је мало више од покрајинског просека. Међутим, Густина нсељености је много већа у јужном делу округа, који је нижи и окренут мору.
Поред претежног италијанског становништва у округу живе и одређени број досељеника из свих делова света.

## Општине и насеља
У округу Маса-Карара постоји 17 општина (итал. Comuni).
Најважније градско насеље и седиште округа је град Маса (70.000 ст.) у јужном делу округа, а други по значају, али само мало мањи је град Карара (65.000 ст.) такође у јужном делу округа.